# Esquadró (pel·lícula)
Esquadró (títol original: Escuadrón) és una pel·lícula hispano-estatunidenco-mexicana de José Antonio de la Loma, estrenada l'any 1988. Ha estat doblada al català.

## Argument
En un país de l' Orient mitjà, el president Kassar, tot just elegit, veu com el seu govern democràtic és derrocat pel cop d'Estat instigat pel coronel d'un país veí. El militar posa immediatament en posa un règim autoritari. Amenaces pesen llavors a la vegada sobre la vida de Kassar i sobre l'entente internacional. Un equip de forces especials és desplegat pels Estats Units per socórrer Kassar i oposar-se als abusos del dictador.

## Repartiment
- Jorge Rivero: Harris
- George Kennedy: Vince Colby
- Andrew Stevens: Nash
- Isaac Hayes: Ballard
- Louis Jourdan: Kassar
- Kevin Bernhardt: Sutherland
- Robert Forster: el dictador
- Susana Dosamantes: Roxana
- Kabir Bedi: Koura
- Hugo Stiglitz: « El Ros »